# Coupe du monde de football américain 2015
Navigation
CDM 2011 CDM 2025
La Coupe du monde de football américain 2015 est la 5e édition du tournoi mondial de football américain organisé par la Fédération internationale de football américain. 
Le tournoi final a lieu à Canton aux États-Unis. Il devait originellement se dérouler en Suède mais faute de sponsor, il est déplacé aux États-Unis.

## Équipes qualifiées
- Europe :  France.
- Amériques :  États-Unis (champion en titre et hôte),  Mexique et  Brésil.
- Asie :  Corée du Sud et  Japon.
- Océanie :  Australie.

Les équipes suivantes étaient qualifiées pour la coupe du monde en Suède, mais à la suite du non-financement de la Suède pour l'organisation, les 4 équipes suivantes ne participent pas à la coupe du monde déplacée aux États-Unis :  Suède,  Allemagne,  Autriche &  Maroc. 
À la suite de la réduction du nombre de participants, le format -qui favorisait les favoris- est changé, ce que n'accepte pas l'équipe du  Canada, laquelle décide de ne plus participer à la compétition.

## Calendrier
À la suite du retrait du Canada de la compétition, le calendrier a été modifié.
NB : les horaires sont en heures locales (celle des États-Unis, -6 heures pour l'heure en France)

### Phase éliminatoire

#### Groupe A
|  | Éliminatoires               | Éliminatoires               |                |    | 1re place                       | 1re place                       |
|  | Éliminatoires               | Éliminatoires               |                |    | 1re place                       | 1re place                       |
|  |                             |                             |                |    |                                 |                                 |
|  | Jeudi 9 juillet à 19 heures | Jeudi 9 juillet à 19 heures |                |    | Dimanche 12 juillet à 19 heures | Dimanche 12 juillet à 19 heures |
|  | Jeudi 9 juillet à 19 heures | Jeudi 9 juillet à 19 heures |                |    | Dimanche 12 juillet à 19 heures | Dimanche 12 juillet à 19 heures |
|  | 1 - États-Unis              | 30                          |                |    | Dimanche 12 juillet à 19 heures | Dimanche 12 juillet à 19 heures |
|  | 1 - États-Unis              | 30                          |                |    | Dimanche 12 juillet à 19 heures | Dimanche 12 juillet à 19 heures |
|  | 3 - Mexique                 | 06                          |                |    | Dimanche 12 juillet à 19 heures | Dimanche 12 juillet à 19 heures |
|  | 3 - Mexique                 | 06                          | 1 - États-Unis | 43 |                                 |                                 |
|  | Jeudi 9 juillet             |                             | 1 - États-Unis | 43 |                                 |                                 |
|  |                             | 2 - Japon                   | 18             |    |                                 |                                 |
|  | 2 - Japon                   | 2 - Japon                   | 18             | -  |                                 |                                 |
|  | 2 - Japon                   |                             |                | -  |                                 |                                 |
|  | 4 - Canada                  | ff                          |                |    |                                 |                                 |
|  | 4 - Canada                  | ff                          | 3e place       |    |                                 |                                 |
|  |                             |                             |                |    |                                 |                                 |
|  | Dimanche 12 juillet         |                             |                |    |                                 |                                 |
|  |                             |                             |                |    |                                 |                                 |
|  | 3 - Mexique                 | -                           |                |    |                                 |                                 |
|  | 3 - Mexique                 | -                           |                |    |                                 |                                 |
|  | 4 - Canada                  | ff                          |                |    |                                 |                                 |
|  | 4 - Canada                  | ff                          |                |    |                                 |                                 |

#### Groupe B
|  | Éliminatoires              | Éliminatoires             |            |    | 1re place                     | 1re place                     |
|  | Éliminatoires              | Éliminatoires             |            |    | 1re place                     | 1re place                     |
|  |                            |                           |            |    |                               |                               |
|  | Jeudi 9 juillet à 15 h 30  | Jeudi 9 juillet à 15 h 30 |            |    | Dimanche 12 juillet à 15 h 30 | Dimanche 12 juillet à 15 h 30 |
|  | Jeudi 9 juillet à 15 h 30  | Jeudi 9 juillet à 15 h 30 |            |    | Dimanche 12 juillet à 15 h 30 | Dimanche 12 juillet à 15 h 30 |
|  | 4 - France                 | 47                        |            |    | Dimanche 12 juillet à 15 h 30 | Dimanche 12 juillet à 15 h 30 |
|  | 4 - France                 | 47                        |            |    | Dimanche 12 juillet à 15 h 30 | Dimanche 12 juillet à 15 h 30 |
|  | 7 - Brésil                 | 06                        |            |    | Dimanche 12 juillet à 15 h 30 | Dimanche 12 juillet à 15 h 30 |
|  | 7 - Brésil                 | 06                        | 4 - France | 53 |                               |                               |
|  | Jeudi 9 juillet à midi     |                           | 4 - France | 53 |                               |                               |
|  |                            | 5 - Australie             | 03         |    |                               |                               |
|  | 5 - Australie              | 5 - Australie             | 03         | 47 |                               |                               |
|  | 5 - Australie              |                           |            | 47 |                               |                               |
|  | 6 - Corée du Sud           | 06                        |            |    |                               |                               |
|  | 6 - Corée du Sud           | 06                        | 3e place   |    |                               |                               |
|  |                            |                           |            |    |                               |                               |
|  | Dimanche 12 juillet à midi |                           |            |    |                               |                               |
|  |                            |                           |            |    |                               |                               |
|  | 7 - Brésil                 | 28                        |            |    |                               |                               |
|  | 7 - Brésil                 | 28                        |            |    |                               |                               |
|  | 6 - Corée du Sud           | 0                         |            |    |                               |                               |
|  | 6 - Corée du Sud           | 0                         |            |    |                               |                               |

### Phase finale

#### Matchs de consolation
|  | ½ finales                  | ½ finales                  |           |    | 5e place                 | 5e place                 |
|  | ½ finales                  | ½ finales                  |           |    | 5e place                 | 5e place                 |
|  |                            |                            |           |    |                          |                          |
|  | Mercredi 15 juillet à midi | Mercredi 15 juillet à midi |           |    | Samedi 18 juillet à midi | Samedi 18 juillet à midi |
|  | Mercredi 15 juillet à midi | Mercredi 15 juillet à midi |           |    | Samedi 18 juillet à midi | Samedi 18 juillet à midi |
|  | B2 - Australie             | 16                         |           |    | Samedi 18 juillet à midi | Samedi 18 juillet à midi |
|  | B2 - Australie             | 16                         |           |    | Samedi 18 juillet à midi | Samedi 18 juillet à midi |
|  | B3 - Brésil                | 08                         |           |    | Samedi 18 juillet à midi | Samedi 18 juillet à midi |
|  | B3 - Brésil                | 08                         | Australie | 42 |                          |                          |
|  | Mercredi 15 juillet        |                            | Australie | 42 |                          |                          |
|  |                            | Corée du Sud               | 14        |    |                          |                          |
|  | A4 - Canada                | Corée du Sud               | 14        | ff |                          |                          |
|  | A4 - Canada                |                            |           | ff |                          |                          |
|  | B4 - Corée du Sud          |                            |           |    |                          |                          |
|  | 7e place                   |                            |           |    |                          |                          |
|  |                            |                            |           |    |                          |                          |
|  | Samedi 18 juillet          |                            |           |    |                          |                          |
|  |                            |                            |           |    |                          |                          |
|  | Brésil                     |                            |           |    |                          |                          |
|  |                            |                            |           |    |                          |                          |
|  | Canada                     | ff                         |           |    |                          |                          |
|  | Canada                     | ff                         |           |    |                          |                          |

#### Matchs pour le titre
|  | ½ finales                       | ½ finales                     |          |    | 1re place                     | 1re place                     |
|  | ½ finales                       | ½ finales                     |          |    | 1re place                     | 1re place                     |
|  |                                 |                               |          |    |                               |                               |
|  | Mercredi 15 juillet à 15 h 30   | Mercredi 15 juillet à 15 h 30 |          |    | Samedi 18 juillet à 19 heures | Samedi 18 juillet à 19 heures |
|  | Mercredi 15 juillet à 15 h 30   | Mercredi 15 juillet à 15 h 30 |          |    | Samedi 18 juillet à 19 heures | Samedi 18 juillet à 19 heures |
|  | A1 - Mexique                    | 07                            |          |    | Samedi 18 juillet à 19 heures | Samedi 18 juillet à 19 heures |
|  | A1 - Mexique                    | 07                            |          |    | Samedi 18 juillet à 19 heures | Samedi 18 juillet à 19 heures |
|  | B1 - Japon                      | 35                            |          |    | Samedi 18 juillet à 19 heures | Samedi 18 juillet à 19 heures |
|  | B1 - Japon                      | 35                            | Japon    | 12 |                               |                               |
|  | Mercredi 15 juillet à 19 heures |                               | Japon    | 12 |                               |                               |
|  |                                 | États-Unis                    | 59       |    |                               |                               |
|  | A2 - France                     | États-Unis                    | 59       | 0  |                               |                               |
|  | A2 - France                     |                               |          | 0  |                               |                               |
|  | A3 - États-Unis                 | 82                            |          |    |                               |                               |
|  | A3 - États-Unis                 | 82                            | 3e place |    |                               |                               |
|  |                                 |                               |          |    |                               |                               |
|  | Samedi 18 juillet à 15 h 30     |                               |          |    |                               |                               |
|  |                                 |                               |          |    |                               |                               |
|  | Mexique                         | 20                            |          |    |                               |                               |
|  | Mexique                         | 20                            |          |    |                               |                               |
|  | France                          | 07                            |          |    |                               |                               |
|  | France                          | 07                            |          |    |                               |                               |

## Classement Final
- 1re place :  États-Unis (4 victoires, 0 défaite, 214 points pour, 36 points contre)
- 2e place :  Japon (1 victoire, 2 défaites, 65 points pour, 109 points contre)
- 3e place :  Mexique (1 victoire, 2 défaites, 33 points pour, 72 points contre)
- 4e place :  France (2 victoires, 2 défaites, 91 points pour, 111 points contre)
- 5e place :  Australie (3 victoires, 1 défaite, 92 points pour, 73 points contre)
- 6e place :  Corée du Sud (0 victoire, 3 Défaites, 20 points pour, 117 points contre)
- 7e place :  Brésil (1 victoire, 2 défaites, 42 points pour, 47 points contre)

- Non-Classés : 
  -  Canada
  -  Suède
  -  Allemagne
  -  Autriche
  -  Maroc

## Stade
Le stade où se déroule la compétition est le Fawcett Stadium de Canton dans l'Ohio.